# Burning Starr
I Burning Starr (conosciuti anche come Jack Starr's Burning Starr) sono un gruppo heavy metal statunitense fondato nel 1984 a New York dall'ex chitarrista dei Virgin Steele Jack Starr.

## Storia del gruppo
La band venne fondata da Jack Starr, dopo che ebbe lasciato i Virgin Steele a causa di disaccordi riguardo allo stile musicale adottato. Dopo un paio di avvicendamenti, la formazione fu composta, oltre che dal chitarrista, dal cantante Frank Vestry, dal bassista John Rodriguez e dal batterista Tony Galtieri. Questi furono i musicisti che registrarono l'album d'esordio del gruppo, uscito nel 1985 col titolo Rock The American Way, che presentò uno stile musicale orientato verso sonorità radiofoniche. L'anno successivo Starr reclutò dei nuovi componenti per la realizzazione di No Turning Back!, un disco maggiormente tendente al power metal americano rispetto al precedente e che vide la partecipazione di David DeFeis dei Virgin Steele in veste di produttore e tastierista. L'album venne apprezzato dalle riviste di settore per la qualità della composizioni, per il lavoro chitarristico di Starr, in alcuni casi simile a quanto fece Ritchie Blackmore con i Rainbow, e per le doti canore di Mike Tirelli.
L'anno seguente uscì Blaze of Glory, un disco meno articolato rispetto a No Turning Back!, che vide ancora la presenza del cantante Mike Tirelli e che venne registrato con la sezione ritmica formata da William Fairchild al basso e da Jim Harris alla batteria. La stessa formazione, con l'aggiunta del tastierista Edward Spahn, incise anche l'album omonimo del gruppo, Jack Starr’s Burning Starr, che uscì nel 1989. Con questo lavoro la band vide scemare il numero di fan, così decise di sciogliersi.
Nel 1998 venne data alle stampe la compilation Burning Starr, inoltre fu ristampato per la prima volta in CD il loro secondo disco, e in entrambi i casi il nome del gruppo venne riportato semplicemente come Burning Starr.
Il chitarrista Jack Starr riformò il gruppo nel 2008 in occasione del concerto che tennero al Magic Circle Festival, che vide l'ingresso nella band del bassista Ned Meloni e del cantante Todd Michael Hall, oltre che da membri degli Stormwarrior in veste di turnisti. A luglio dell'anno successivo tornarono sul palco dello stesso festival, dove proposero alcuni brani tratti dall'album Defiance, uscito il mese precedente tramite la Magic Circle Music, l'etichetta discografica appartenente a Joey DeMaio dei Manowar ed organizzatrice del suddetto evento.
Nel 2011 la Limb Music pubblicò il loro sesto album in studio, Land of the Dead, e come il precedente le sessioni di batteria vennero registrate da Kenny Earl "Rhino" Edwards ex membro dei Manowar. Due brani di questo disco videro la collaborazione di altri musicisti che fecero parte del gruppo appena citato, i chitarristi Ross the Boss e David Shankle; inoltre per la title track venne girato un videoclip. Due anni dopo si esibirono al festival Keep It True tenutosi in Germania, inoltre annunciarono la pubblicazione di un nuovo album. Nel 2014 effettuarono una serie di concerti che li fecero approdare anche in Italia, mentre l'anno successivo si misero al lavoro per la produzione del disco Stand Your Ground.

## Formazione

### Formazione attuale
- Todd Michael Hall – voce (2008-presente)
- Jack Starr – chitarra (1984-1989, 2008-presente)
- Ned Meloni – basso (2008-presente)
- Kenny Earl "Rhino" Edwards – batteria (2009-presente)

### Ex componenti
- Frank Vestry – voce (1984-1985)
- Mike Tirelli – voce (1986-1989)
- Bruno Ravel – basso (1984-1985)
- John Rodriguez  – basso (1985)
- Keith Collins – basso (1986)
- William Fairchild – basso (1987-1989)
- Greg D'Angelo – batteria (1984-1985)
- Tony Galtieri – batteria (1985)
- Mark Edwards – batteria (1986)
- Jim Harris – batteria (1987-1989)
- Ed Spahn – tastiera (1989)

## Discografia

### Album in studio
- 1985 – Rock the American Way
- 1986 – No Turning Back!
- 1987 – Blaze of Glory
- 1989 – Jack Starr's Burning Starr
- 2009 – Defiance
- 2011 – Land of the Dead
- 2017 – Stand Your Ground

### Raccolte
- 1998 – Burning Starr